# Luigi Panarella
Luigi Panarella (Aversa, 13 giugno 1915 – Aversa, 5 agosto 1983) è stato un pittore, scultore e scenografo italiano.

## Biografia
Cominciò la sua attività artistica da giovane, partecipando a numerose rassegne d'arte nazionali e internazionali, ottenendo numerosi premi e riconoscimenti. Nel 1937 vinse il primo premio ai Littoriali dell'arte, al quale partecipavano tra gli altri Renato Guttuso e Salvatore Fiume.
Nel 1938 espose, quale artista invitato, alla XXI Biennale di Venezia l'opera La scolara. Nello stesso anno partecipò ad un'esposizione alla Domus Herculanea Artium, insieme a Giovanni Brancaccio, Giuseppe Casciaro, Alberto Chiancone, Vincenzo Ciardo, e al concorso per il manifesto pubblicitario della "IV Piedigrotta" di Napoli, aggiudicandosi il primo premio. In quegli stessi anni conobbe Gerardo Dottori, con il quale soggiornò a Palermo. Tra il 1938 e il 1939 collaborò con Giovanni Brancaccio e Pietro Barillà alla realizzazione dell'affresco sulla facciata del teatro Mediterraneo, presso la Mostra d'Oltremare.
Nel febbraio 1941 partecipò alla XL Mostra della Galleria di Roma. Nel 1942, dopo aver esposto a Vienna Die Ventimila, fu presente alla XXIII Biennale di Venezia con l'opera "Orto di guerra". Nello stesso anno, presente con sei opere alla  "XII Mostra Interprovinciale", che si tenne nelle sale espositive dell'Accademia di belle arti di Napoli. Nel 1953 ottenne il secondo premio al concorso per il manifesto pubblicitario per la Piedigrotta. Nel 1955, sponsorizzato dalla Società Dante Alighieri, organizzò ad Aversa la sua prima esposizione personale, nelle sale del "Complesso di San Francesco". In tale occasione celebrò il suo primo ventennio di attività, presentando 75 opere.
Negli anni sessanta, oltre a presentare i suoi quadri nelle più importanti città italiane ed europee, si dedicò alla realizzazione di opere murali di grandi dimensioni ad affresco e a mosaico in edifici pubblici e privati. Nel 1968 dipinse un quadro per la Cappella di San Rocco a Castel Volturno. Dal 1969 tornò di nuovo a presentare le sue opere in varie mostre in Italia ed all'estero acquisendo ottimi riconoscimenti di critica; prese infatti parte alla "Mostra Internazionale Terme Stabiane" di Castellammare di Stabia, alla "Mostra Internazionale La Capitale" del Palazzo delle Esposizioni di Roma.
Nel 1971 partecipò ad una mostra alla “Galleria d'Arte del Cavallo” di Osnago, insieme a Enotrio, de Chirico, Maccari, Monachesi e Tosi; nello stesso luogo organizzò una sua mostra personale nel 1974. Nel 1973 fece parte del Concorso Internazionale "Tavolozza d'oro Marcona ‘73", mentre l'anno successivo organizzò un'esposizione antologica ad Aversa, dopo 19 anni dalla prima del '55; il testo critico del catalogo fu curato da Domenico Spinosa. Un ulteriore personale antologica si tenne nel 1977 al "Centro Arte Oggi" di Latina, i cui testi critici furono curati da Caterina Nagliatti del quotidiano Avvenire. Nel 1975 partecipò a Napoli, quale artista invitato, al "V Premio Pontano" ove erano presenti con le loro opere Fazzini, Manzù, De Chirico.
Nel 1978 fu organizzata dallo studio d'arte “Hermes” in via Margutta, a Roma, una mostra antologica curata dal critico Vito Riviello. Nel 1980 realizzò il Monumento ai caduti della II Guerra Mondiale nella piazza di Trentola-Ducenta. Tra il 1980 e il 1982 inaugurò le sue ultime personali ad Aversa. Nell'ottobre 1982 partecipò, con cinque tele di grandi dimensioni, alla collettiva di arte contemporanea organizzata a Parigi dal C.I.A.C. presso Le salon des Nations a Paris. Morì il 5 agosto 1983, a seguito di un malore improvviso. Nel 1988 gli fu assegnato dall'"Accademia dei Maestri" il Premio Gran Trofeo "Una Vita per L'Arte" alla memoria. Nel 2001 il comune di Aversa intestò una piazza a Panarella.
Nel 2013 l'Ordine degli Architetti P.P.C.di Caserta ha realizzato una cartella di linoleografia dal titolo "Impressioni dalla terra laboris" contenente tre grafiche datate 1942, 1945 e 1948 accompagnate da testi di Enzo Battarra, Luigi Guerriero e Gianni Solino.